# Samurai Cop 2: Deadly Vengeance
Samurai Cop 2: Deadly Vengeance är en film från 2015, regisserad av Gregory Hatanaka och med Mathew Karedas och Mark Frazer i huvudrollerna. Filmen är uppföljaren till Samurai Cop.

## Handling
Efter att ha besegrat brottsorganisationen Katana 1991 har kriminalpolisen Joe Marshall bestämt sig för att dra sig tillbaka med sin fru Jennifer, då hon plötsligt mördas i en park. Tjugofem år senare har Fuj Fujiyama återskapat organisationen, men de befinner sig mitt uppe i ett gängkrig med klanerna Shinjuku och Ginza. Han berättar för sin chef Doggé Sakamoto och de underordnade att gängkriget har satt fart på Joe och att de måste besegra honom för att kunna säkra klanens framtid.
Efter mordet på en senator begånget av Katana-agenten Hera samt Katana-klanens massaker på medlemmar av Shinjuku på en nattklubb, leds kriminalpolisen Frank Washington till ett hemligt läger drygt 60 mil från Los Angeles där han återförenas med Joe, som hållit sig undangömd i årtionden. Efter att ha fått veta att fallet med hans mördade fru skulle öppnas på nytt så att han skulle kunna hämnas går Joe motvilligt med på att på nytt samarbeta med Frank. Joe återinförs som kriminalpolis och föreslår att man sätter upp övervakning på de krigande klanerna. Samtidigt inleder Joe ett förhållande med en kvinna vid namn Milena Roberts, men hon påminner honom om hans mördade fru.
Under ett övervakningsuppdrag kommer Joe in på en nattklubb, där han på nytt möter Milena, denna gång med blont hår. Därpå följer en skottväxling mellan medlemmar av de rivaliserande gängen Katana och Ginza. En kväll berättar Frank för Joe att Milena inte är den hon utger sig för att vara. Frank får nästa dag sparken för att han inte lyckats stoppa kriget, medan Joe får veta att fallet nu kommer att ledas av FBI-agenten Carter, som i själva verket är Ginza's nye ledare. Joe och Frank bestämmer sig för att ställa sig över lagen för att besegra klanerna vid deras hemliga gömställe. Joe stormar genom gömstället och stöter på Ginza-klanen innan Carter plötsligt skjuts ner av Mola Ram, ledare för klanen Yick Lung. Joe dödar Fujiyama och hans hantlangare, varpå han även dödar Doggé i en kamp med svärd. Linton Kitano, den nye ledaren för Shinjuku-klanen, besegras snabbt av Joe men erkänner samtidigt att det var han som mördade Jennifer. Linton förbereder sig för att begå självmord, men Milena hejdar honom och avslöjar att hon är hans syster och att de utnyttjade Joe för att infiltrera Katana-klanen och hjälpa Shinjuku att bli den enda klanen i landet. En desillusionerad Joe lämnar gömstället och skiljs åt med Frank och kriminalpolisen Higgins innan Lauren Kimura, en tidigare hantlangare till Katana-klanen, föreslår att hon och Joe ska slå sig ihop.

## Roller
- Mathew Karedas - Joe Marshall
- Mark Frazer - Frank Washington
- Bai Ling - Doggé Sakamoto
- Kayden Kross - Milena Roberts/Jennifer
- Janis Farley medverkar som Jennifer på arkivbilder
- Tommy Wiseau - Linton Kitano
- Cranston Komuro - Fuj Fujiyama
- Laurene Landon - Kriminalpolis Higgins
- Mel Novak - Cutter
- Gerald Okamura - Okamura
- Melissa Moore - Peggy
- Lexi Belle - Hera
- Joe Estevez - Kommissarie Robert Harmon
- Nicole Bailey - Tessa
- Mindy Robinson - Lauren Kimura
- Thomas J. Churchill - Roger Takahara
- Jimmy Williams - Carter
- Robbie Augspurger - Mola Ram
- Lisa London - Master Kitano
- Kristine DeBell - Bobbie
- Nicole D'Angelo - Anna
- Joselito Rescober - Alfonso Rafael Federico Sebastian
- Jesse Hlubik - Lior
- Matthew Mahaney - Zemko
- Kevin Gowen - Thakar
- Yuka Sano - Yoshiwara